# Flotherm
Flotherm ist eine 3D-Simulationssoftware zur thermischen Analyse elektronischer Geräte. Das Programm verwendet die Methode der numerischen Strömungsmechanik (englisch: 'Computational Fluid Dynamics, Abkürzung CFD' ) zu Berechnung von Luftströmungen, Temperaturen und Wärmetransportvorgängen in elektronischen Bauelementen, Flachbaugruppen und in kompletten Geräten.
Die erste Programm-Version wurde im September 1989 von der Firma Flomerics auf den Markt gebracht. Die Entwickler waren David Tatchell und Harvey Rosten, die 1988 in England das Unternehmen gegründet hatten. Tatchell war bis 2006 CEO und Rosten leitete bis 1997 die Entwicklung. Das zweite Produkt von Flomerics, FloVENT, wurde im Jahr 1990 auf den Markt gebracht. Es dient zu Simulation der Gebäudeklimatisierung (englisch: Heating, Ventilating and Air Conditioning, Abkürzung HVAC).
Im Jahre 1995 ging die Firma Flomerics in London an die Börse.
Im Jahre 2008 wurde die Flomerics Group PLC von der Firma Mentor Graphics in die neu gegründete Mechanical Analysis Division übernommen, die seitdem die Software weltweit vertreibt.

## Anwendungen
Flotherm findet Anwendung z. B. in der Computer- und Telekommunikationsindustrie, bei den Herstellern von Halbleiterbauelementen, von medizinischen Geräten, von Komponenten für Luft-, Raumfahrt-, Verteidigungs- und Transportsysteme, im Automobilbereich und in der Konsumelektronik.

## Besondere Merkmale
- Graphischer Pre- und Postprozessor, GUI
- SmartParts: vordefinierte Elektronik-Bauteile (Lüfter, Kühlkörper, Flachbaugruppen, Gehäuse, Lochbleche, heat pipes etc.)
- Automatische Generierung des Berechnungsgitters
- Automatische Durchführung von Parameterstudien (DoE: Design of Experiments)
- Analyse von zeitabhängigem Verhalten (z. B. Ein- und Ausschaltvorgänge)
- Wechselwirkung von Wärmeleitung, Wärmestrahlung und Konvektion
- Automatische Berechnung von Austauschkoeffizienten und Sichtfaktoren für Wärmestrahlung
- Einbindung von Bibliotheken mit Werkstoffen und Bauteilen
- Automatische Berechnung der Sonneneinstrahlung
- Mehr-Fluid Strömungen

## CAD/EDA-Integration
FloTHERM kann Daten aus den gängigen CAD- und EDA-Programmen übernehmen.

## Konkurrenzprodukte
- Ansys, Programm-Modul Icepak[2]
- FutureFacilities, Programm 6SigmaET[3]